# Rezerwat przyrody Buczyna Łagowska
Buczyna Łagowska – leśny rezerwat przyrody w województwie lubuskim, w powiecie sulęcińskim, na terenie gminy Sulęcin.
- dokument powołujący – M.P. Nr 50/68, poz.347.
- położenie – Nadleśnictwo Świebodzin, obręb ewidencyjny Wielowieś.
- przedmiot ochrony – zachowanie ze względów naukowych, dydaktycznych i krajobrazowych fragmentu lasu bukowego na krańcu jego naturalnego zasięgu, z domieszką innych gatunków drzew[1].

Powierzchnia rezerwatu wynosi 115,86 ha (akt powołujący podawał 116,63 ha).
W rezerwacie dominuje zespół buczyny pomorskiej, występuje tu też pomorski bór mieszany i ols. W drzewostanie przeważa buk z domieszką świerka, sosny, dębu i modrzewia.
Obszar rezerwatu objęty jest ochroną ścisłą.
Buczyna Łagowska jest jednym z trzech rezerwatów przyrody na terenie Łagowsko-Sulęcińskiego Parku Krajobrazowego.

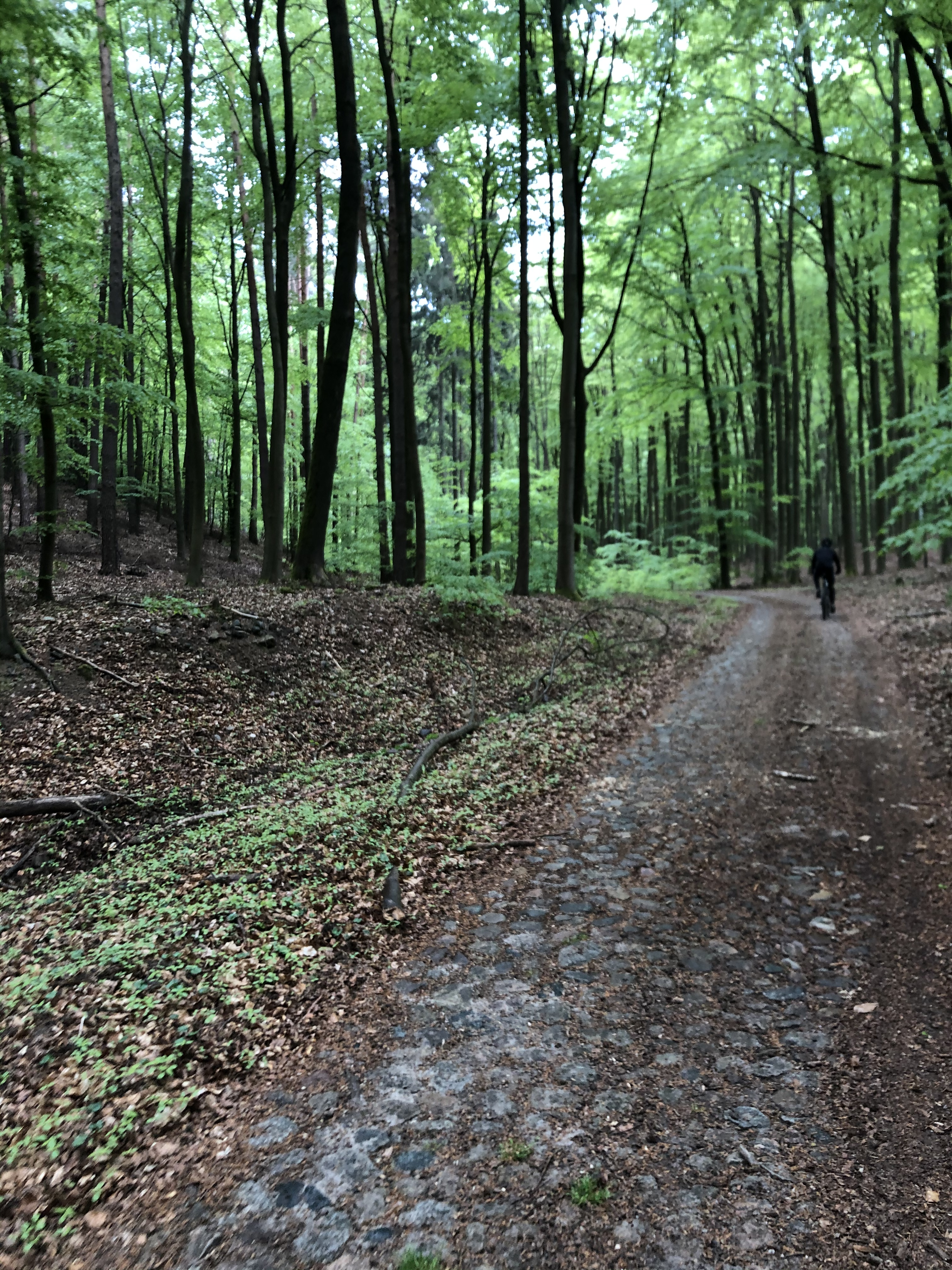